# هاشیما
هاشیما در استان گیفو در کشور ژاپن واقع شده‌است که دارای جمعیت ۶۷٬۱۶۷ نفر و مساحت ۵۳٫۶۴ کیلومتر مربع با تراکم جمعیت ۱٬۲۵۲ نفر در کیلومترمربع است و در تاریخ ۱ آوریل ۱۹۵۴ به عنوان شهر شناخته شد.